# Hérault (département)
Pour les articles homonymes, voir Hérault.
L'Hérault (/e.ʁo/ ; en occitan : Erau [e'raw]) est un département français de la région Occitanie qui tire son nom de l'Hérault, un fleuve côtier qui le traverse. Ses habitants et habitantes portent le gentilé d'Héraultais et Héraultaises. L'Insee et La Poste lui attribuent le code 34. Sa préfecture est Montpellier.

## Géographie

Paysages de l'Hérault :
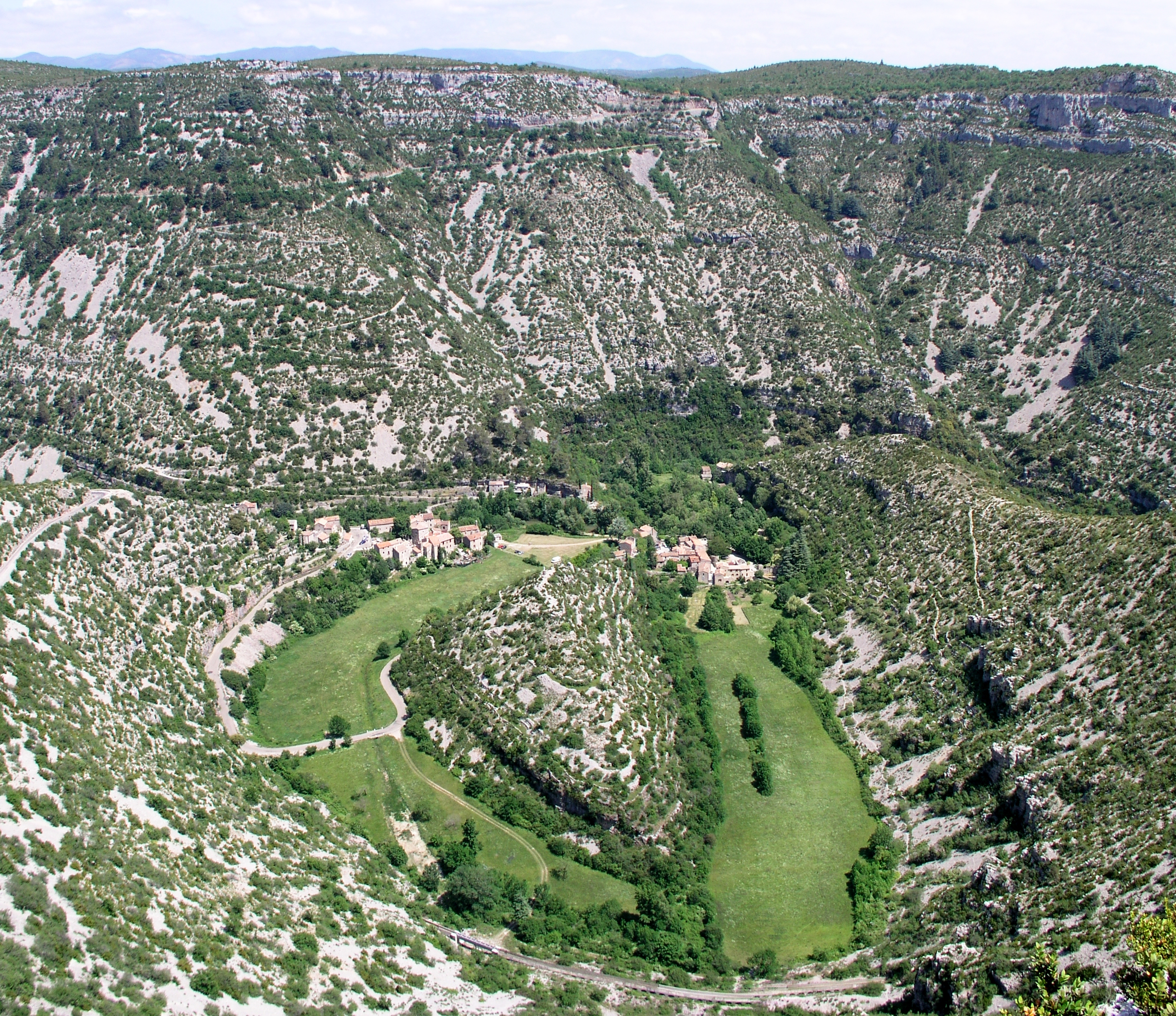
Le cirque de Navacelles à la limite avec le Gard.
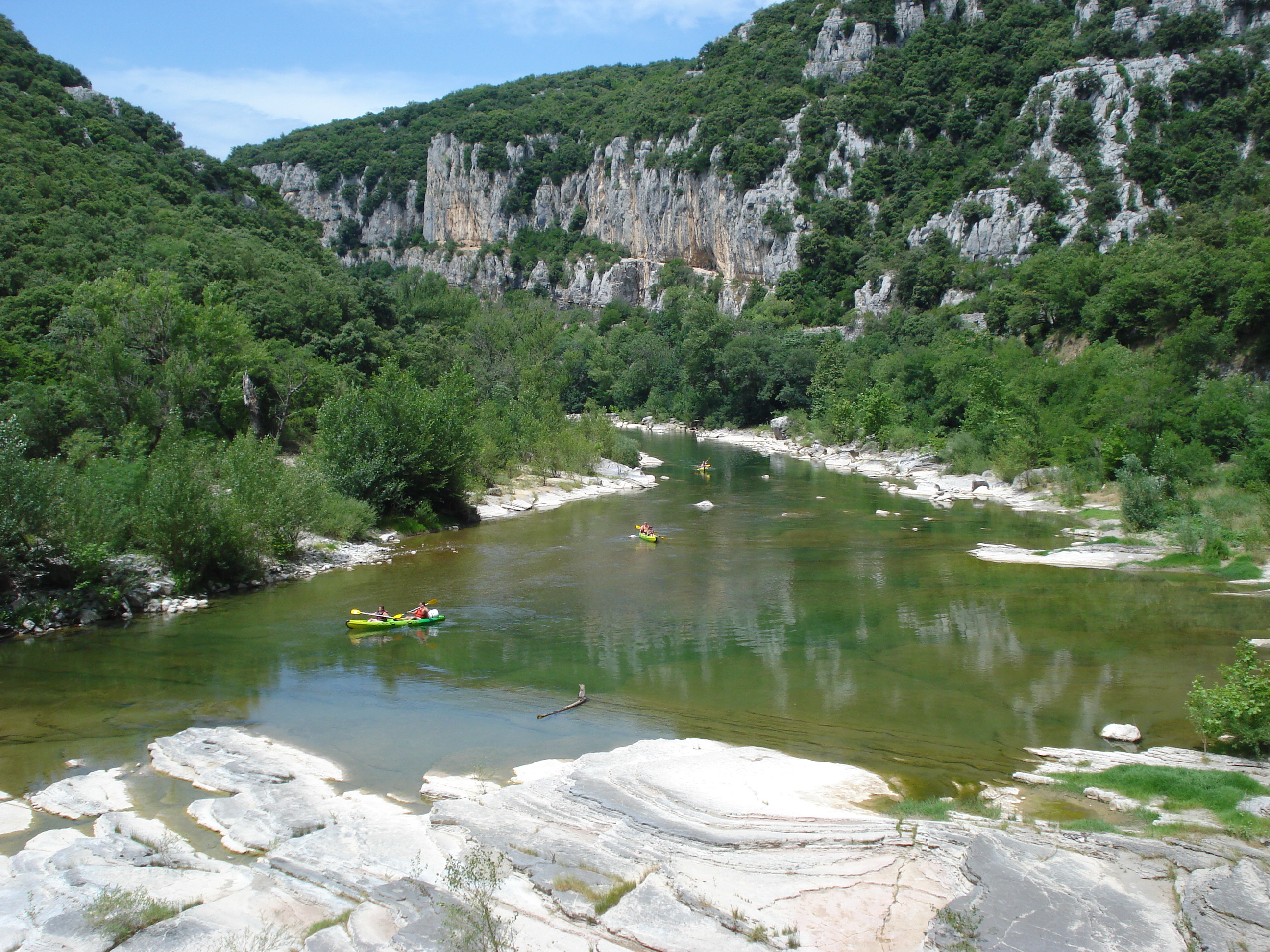
Les gorges de l'Hérault, dans le nord-est.
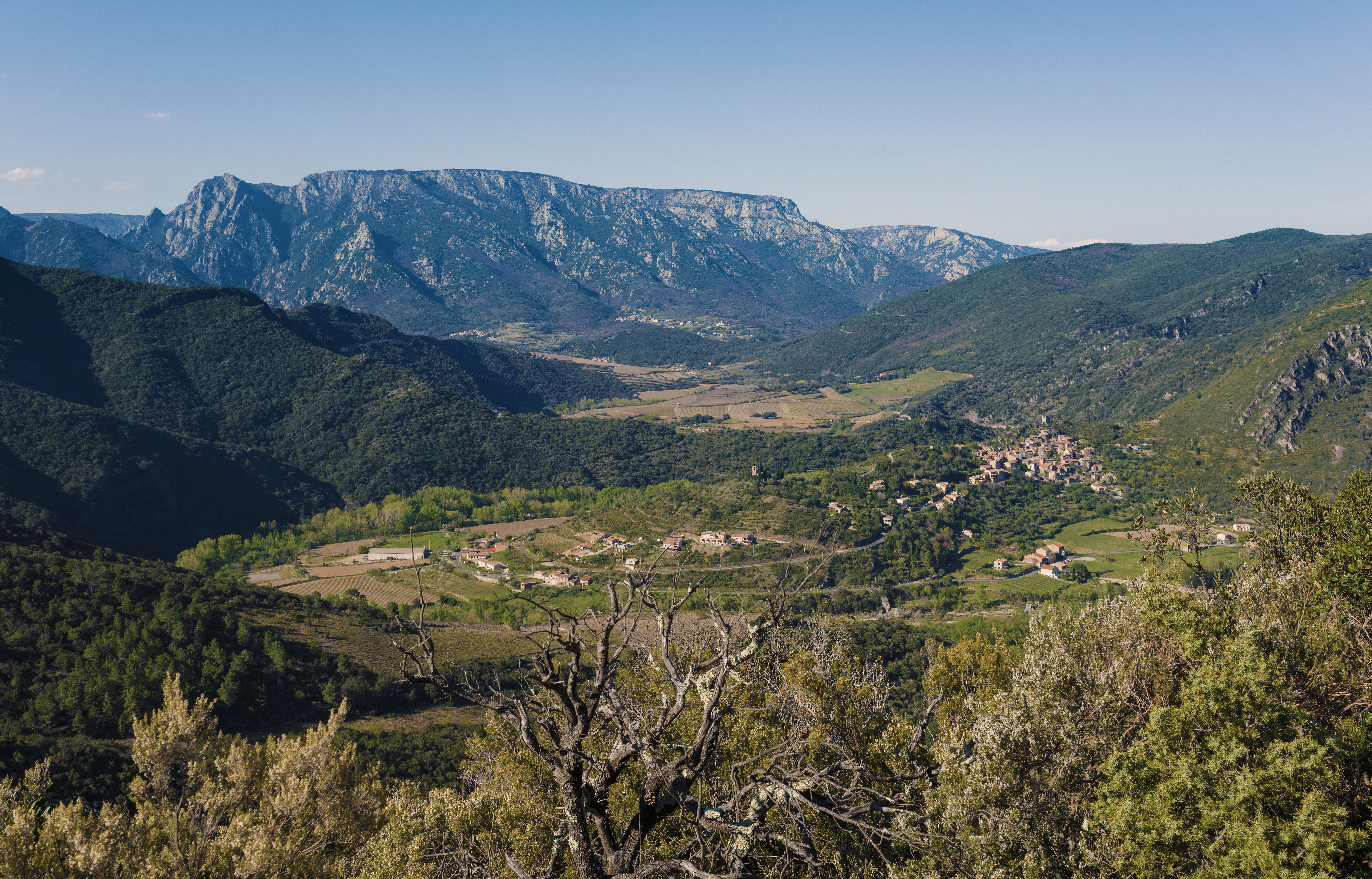
Vieussan et le mont Caroux, dans l'ouest.
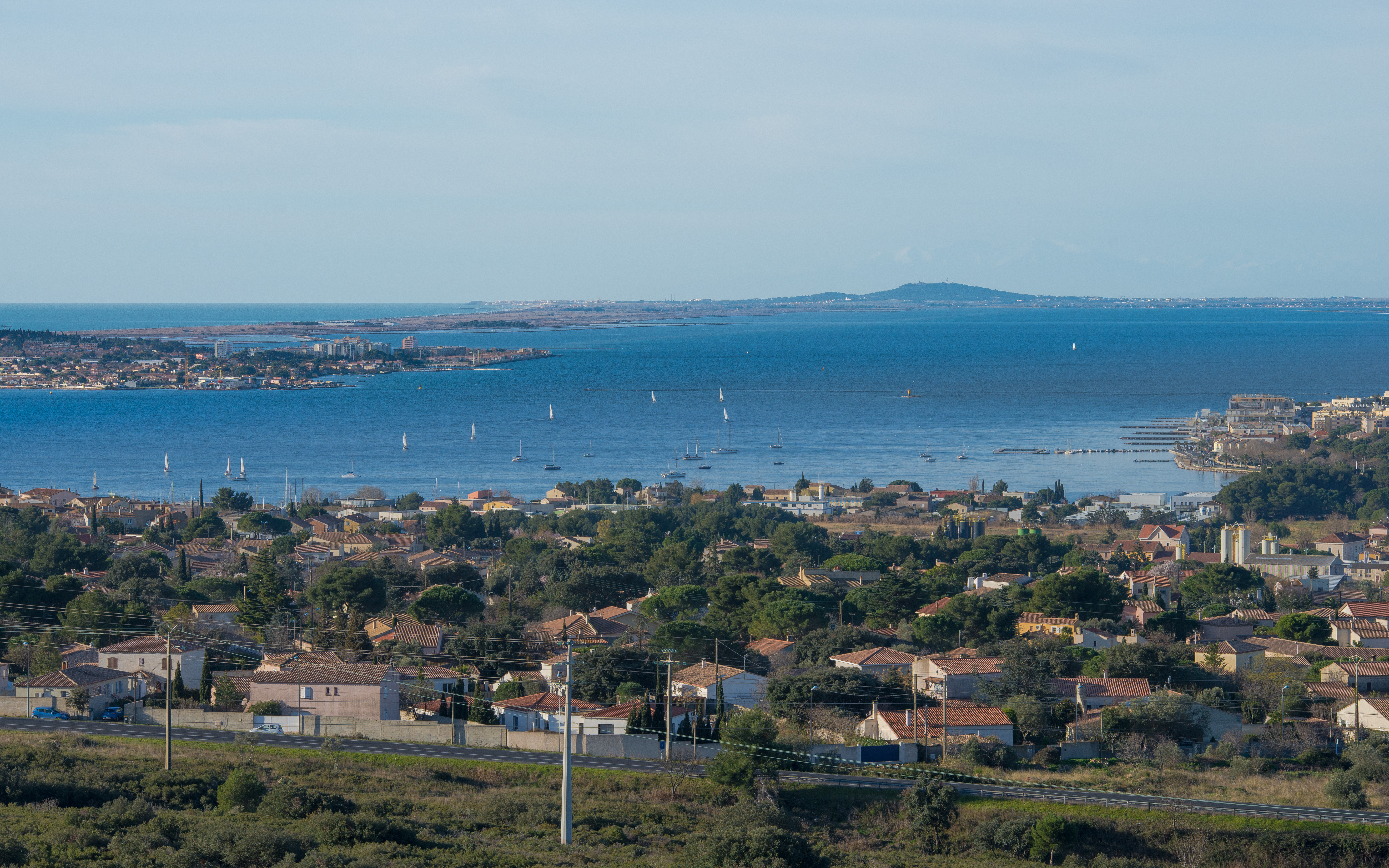
Balaruc-les-Bains sur la côte.

### Situation
Le département de l'Hérault est situé dans le Sud de la France, parfois rattaché au Grand Sud-Est et/ou au Grand Sud-Ouest français en fonction des découpages, et fait partie actuellement de la région Occitanie. Il est limitrophe des départements de l'Aude au sud-ouest, du Tarn et de l'Aveyron au nord-ouest et du Gard au nord-est, et est bordé par la Méditerranée au sud-est.
Pour définir l'Hérault, on a souvent tendance à comparer son territoire à un amphithéâtre ouvert face à la mer. La géographie de l'Hérault est marquée par la diversité de sa géologie et de ses paysages. Ceux-ci s'étagent des contreforts sud du Massif central et des Cévennes jusqu'à la mer Méditerranée à l'est ou au sud (sur une longueur importante d'aspect diagonal et de longitude croissante), en passant par les zones de garrigues et la basse plaine du Languedoc viticole. L'Hérault est baigné par un climat méditerranéen.
Points extrêmes du département de l'Hérault :
- Nord : Moulès-et-Baucels ;
- Sud : Vendres ;
- Est : Marsillargues ;
- Ouest : Félines-Minervois.

#### Population
- Commune la plus peuplée : Montpellier (307 101 habitants en 2022) ;
- Commune la moins peuplée : Romiguières (23 habitants en 2022).

#### Superficie
- Commune la plus étendue : Béziers (9 548 hectares) ;
- Commune la moins étendue : Jonquières (205 hectares).

### Classement
Liste des communes les plus étendues du département :
- Béziers (9 548 hectares) ;
- La Salvetat-sur-Agout (8 755 hectares) ;
- Saint-Maurice-Navacelles (6 860 hectares) ;
- Avène (6 265 hectares) ;
- Fraisse-sur-Agout (5 846 hectares) ;
- Aumelas (5 826 hectares) ;
- Montpellier (5 688 hectares) ;
- Riols (5 602 hectares) ;
- Rosis (5 291 hectares) ;
- Marseillan (5 171 hectares) ;
- Agde (5 090 hectares) ;
- Cambon-et-Salvergues (5 039 hectares) ;
- Argelliers (5 029 hectares).

### Relief

#### Le littoral
Ses plages de sable s’étendent de la Petite Camargue (La Grande-Motte et l’embouchure du Vidourle) à l’est, jusqu’à Vendres-plage, à l’embouchure de l’Aude à l’ouest, soit 87 kilomètres d'un littoral départemental particulièrement long et rectiligne. Seules la Corniche de Sète et la Grande-Conque du Cap d'Agde se distinguent par leurs falaises rocheuses.
Ce cordon littoral est bordé d'étangs et de salins, écosystèmes protégés où nichent de nombreux oiseaux migrateurs : flamants roses, aigrettes, hérons cendrés et cigognes. La végétation s'adapte à l'atmosphère marine : joncs, salicornes, saladelles et oyats. Les réserves naturelles du Bagnas ou des Orpellières et la Maison de la Nature du Méjean donnent un aperçu de ce milieu protégé.
On dénombre ainsi deux grands ensembles lagunaires : entre l'ancien volcan d'Agde et le mont Saint-Clair de Sète, le bassin de Thau est la plus grande lagune de la région Languedoc-Roussillon, avec 7 500 hectares. Le chapelet des étangs palavasiens (de Mauguio jusqu'à Sète) relie le versant Est de Sète à l’extrémité Est de l’Hérault, soit l’entrée en Grande Camargue. Ces lagunes sont reconnues pour leur patrimoine par la convention de Ramsar et on dénombre une dizaine de sites classés Natura 2000.

#### Vignobles et garrigues
Le proche arrière-pays que constituent les plaines du Bas-Languedoc est progressivement vallonné. C’est le territoire du vignoble, des oliveraies, des vergers et des garrigues.
Oléiculture et viticulture symbolisent une part importante du patrimoine et de l’art de vivre méditerranéen.

#### La moyenne montagne
Au nord-ouest, le parc naturel régional du Haut-Languedoc regroupe notamment les massifs du Caroux et de l'Espinouse (1 091 m et 1 124 m). Le climat est influencé par la Méditerranée mais aussi par l'Atlantique. C'est la ligne de partage des eaux qui marque un changement profond dans la végétation. Mouflons, chevreuils et sangliers cohabitent dans les châtaigneraies. Au nord-est, en bordure du parc national des Cévennes se dressent le plateau du Larzac et la montagne Séranne. Ces lieux ventés sont parfois des zones d'élevage de moutons. L’espace Causse et Cévennes est maintenant inscrit au Patrimoine Mondial de l'UNESCO.

### Hydrographie

#### Les fleuves
Les 87 km de littoral de l’Hérault ont la particularité d’être le point où se concentrent de nombreuses embouchures de fleuves côtiers. Des versants des Pyrénées, à la partie méridionale du Massif central, les eaux coulent et se jettent dans la Méditerranée sur une étroite bande littorale. D’ouest en est, l'on peut ainsi citer l’Aude, l’Orb, l’Hérault, le Libron, la Mosson (via l’étang de l’Arnel), le Lez, le Vidourle.
Ces fleuves ont souvent tracé des gorges sinueuses, marquant ainsi le paysage de leurs empreintes. Certains ont été entravés de barrages, de manière à limiter les crues ou à produire de l’électricité. Les lacs de barrage ainsi créés sont aujourd’hui de remarquables sites touristiques permettant souvent la pratique des loisirs nature et nautiques en particulier.

### Le climat
La grande majorité du département peut être caractérisée par un climat méditerranéen. Pourtant, les zones montagneuses du nord-ouest connaissent une influence océanique. Certains secteurs du nord de l’Hérault peuvent quant à eux connaitre une influence continentale tempérée.

#### L'ensoleillement
Comme dans l’ensemble du Midi méditerranéen, l’ensoleillement est important dans l’Hérault et relativement régulier au cours de l’année. On atteint 2 828 heures de moyenne par an, pour une moyenne nationale inférieure à 2 000 heures annuelles.

#### Les températures
Une des caractéristiques spécifiques du climat méditerranéen est la douceur de ses saisons hivernales. Il reste néanmoins marqué par de grands excès ponctuels (à Montpellier-Fréjorgues, en hiver on a noté comme record minimal absolu : −17,8 °C en février 1963, et en été une maximale journalière record : 43,5 °C en juin 2019, à cause de la proximité de la mer).
La moyenne des températures des mois d’été est proche des moyennes maximales françaises. Néanmoins, la mer protège les secteurs littoraux des extrêmes que constituent les canicules en été, mais aussi les gelées en hiver. Elles vont d'environ 27 °C sur le bord de mer à 31⁄32 °C dans l'intérieur des terres. Les températures minimales moyennes sont aussi très variées, en allant d'environ 19⁄20 °C sur le littoral à 15 °C dans l'intérieur des terres.
En hiver, il gèle rarement sur le littoral proche, et quasiment 1 jour sur 2 dans l'intérieur. Les moyennes minimales vont de 4 °C au bord de l'eau à 0 °C voire −1 °C dans les terres. Les maximales moyennes sont assez homogènes, 10⁄11 °C dans les terres et sur le littoral à 12⁄13 °C sur la zone centrale.
Concernant les records absolus dans le département, ils sont de −29 °C à Saint-Martin-de-Londres en 1963 et de 46 °C à Vérargues lors de la canicule européenne de juin 2019 dans l'est de l'Hérault.
Affecté par l'évolution des températures, le département de l'Hérault totalise, en 2017, 236 journées avec des températures au-dessus des normales saisonnières, représentant 65 % d'élévation des températures sur l'année. Le 28 juin 2019, il a été enregistré un pic exceptionnel d'élévation de température, depuis 1948, avec 43,5 °C aux stations de Montpellier-Fréjorgues, dont le début des relevés date de 1974.

#### Les pluies
Les précipitations sont plutôt rares sur le département et surviennent en grande majorité au printemps, en automne et en hiver. Elles prennent parfois un caractère violent, notamment pendant les épisodes cévenols. L'été est généralement sec. Montpellier possède une pluviométrie d'environ 760 mm/an, sur la base des relevés effectués entre 1900 et 2009, ce qui est supérieur à Paris. Mais ces précipitations se concentrent uniquement sur 90 jours,. Si le nombre de jours pluvieux est relativement équivalent entre l'arrière-pays et le littoral, c’est la hauteur des précipitations qui diffère : elle peut atteindre 1 200 mm. La neige est relativement rare.

#### Les vents
On distingue quatre vents dominants principaux. Mistral (extrême-est du département) et Tramontane sont des vents secs, respectivement de secteur nord-nord-est et nord-ouest, que l'on peut observer en toute saison. Ils dégagent le ciel, assèchent l’air et peuvent être très violents. Le mistral et la tramontane sont responsables en grande partie de l'ensoleillement remarquable du département. Lorsque ces vents soufflent en hiver, les températures ressenties peuvent être négatives.
Le Marin, soufflant du sud-est, et le Grec, soufflant d’est, plus rares, sont des vents souvent violents associés à des passages perturbés en Méditerranée. Ils sont accompagnés d'un temps couvert et de pluies importantes.

## Histoire

### Préhistoire
L'occupation d'humains et avant eux d'hominidés y est très ancienne, puisque c'est dans ce département, à Lézignan-la-Cèbe, qu'ont été trouvées les traces les plus anciennes d'activités d'hominidés connues (1,57 million d'années, faciès culturel de l'Oldowayen avec galets taillés - choppers pour les anglophones). Pour ce qui est de l'art, un ensemble de représentations datant de l'Aurignacien a été découvert à la grotte d'Aldène. Un important corpus de coquillages de couleur ocre a également été exhumé à l'abri Rothchild près de Cabrières.

### Epoque contemporaine
Le département a été créé à la Révolution française, le 4 mars 1790 en application de la loi du 22 décembre 1789, à partir d'une partie de l'ancienne province de Languedoc. Il comprend les pays du Biterrois, de l'Espinouse, du Lodèvois, du Montpelliérain et une partie du Larzac.
Le département de l'Hérault a connu un effondrement de son industrie viticole au début du XXe siècle ; la mévente du vin, alliée à une maladie des vignes (phylloxéra) a poussé à la révolte des milliers de vignerons modestes. Le mouvement a été durement réprimé par le gouvernement de Georges Clemenceau (1907).
Le gel catastrophique de l'hiver 1956 a ruiné la culture de l'olive, qui ne redevint prospère qu'à partir de la fin des années 1980. Les coopératives oléicoles de Lodève, de Pignan, d'Aniane et bien d'autres fermèrent leurs portes, seule celle de Clermont-l'Hérault resta en activité.
Depuis la deuxième moitié du XXe siècle, le bassin de Montpellier connaît l'une des plus fortes croissances démographiques en France.
Au 1er janvier 2016, la région Languedoc-Roussillon, à laquelle appartenait le département, fusionne avec la région Midi-Pyrénées pour devenir la nouvelle région administrative Occitanie.

## Environnement
Le département abrite de nombreux espaces naturels préservés. Certains d’entre eux bénéficient d’une politique de valorisation en Grands Sites (Saint-Guilhem-le-Désert et gorges de l'Hérault, cirque de Navacelles, vallée du Salagou). Cette valorisation et l’action du conservatoire du littoral font de l’Hérault un département où la protection de l’environnement est importante.
Preuve de la richesse de la faune : le loup et la genette étaient encore présents au premier quart du XIXe siècle. Une présence (bien qu'improbable) de loup de l'Est (Canis lycaon) serait aussi à signaler. Linn (le Loup noir nord-américain) est cité dans l'inventaire « Statistique du département de l'Hérault » par Hippolyte Creuzé de Lesser qui écrivait en 1824 que « selon quelques chasseurs, se serait trouvée dans des bois de chêne vert ou d'yeuse, qui croissent sur les montagnes de calcaire compacte, soit à l'ouest, soit au nord du département de l'Hérault ». « Je suis loin d'assurer ce fait » précise-t-il. Il n'émet par contre aucun doute sur la disparition du cerf élaphe, et insiste sur la très grande richesse du département en oiseaux, et notamment en rapaces à cette époque :

« […] Ces nombreux végétaux qui couvrent notre sol comme la grande quantité d'insectes que fait naître la chaleur active de notre climat, favorisent singulièrement la propagation des Oiseaux, en leur procurant une nourriture abondante ; et cette cause a sans doute la plus grande influence sur le nombre et la multiplicité de nos espèces ; de même le voisinage où nous sommes des Pyrénées et des montagnes des Cévennes, attire dans notre département une infinité d'Oiseaux de proie, particuliers à des latitudes plus élevées que les nôtres, ou, pour mieux dire, d'une élévation bien supérieure à celle de nos montagnes. »

## Économie

### Agriculture
La surface agricole utilisée du département est de 185 048 hectares soit près de 30 % du département. La viticulture est importante avec 85 525 hectares, les autres terres arables sont utilisées pour les vergers (olives, châtaignes, noix, prunes et pommes) avec 3 400 hectares, les prairies artificielles avec 7 090 hectares, la culture de légumes avec 3 788 hectares, la culture des céréales avec 20 095 hectares et les jachères avec 4 991 hectares.
La surface agricole utile déclarée en production bio est de 17 939 hectares, positionnant le département derrière le Gard avec 18 146 hectares et l'Aude avec 23 705 hectares. De ce fait entre 2004 et 2011, la part de surface en bio est passée de 2.6 à 9.3 % de la surface agricole utile du département.
Hors surface agricole, la part de landes représente 122 915 hectares, soit près de 20 % du département. La part de surfaces boisées est importante avec 217 050 hectares soit 35 % du département.
Le cheptel bovin compte 12 358 têtes.
|                                             | 2010     | 2020     | évolution |
| ------------------------------------------- | -------- | -------- | --------- |
| nombre total d'exploitations                | 9 929    | 7 891    | −20,5 %   |
| Surface agricole utile (SAU) totale (ha)    | 184 973  | 175 790  | −5,0 %    |
| SAU moyenne (ha)                            | 18,6     | 22,3     | 19,6 %    |
| Production brute standard (PBS) totale (k€) | 761 703  | 670 948  | −11,9 %   |
| total Unités de gros bétail (UGB)           | 26 982   | 26 710   | −1,0 %    |
| travail total Equivalent temps plein (ETP)  | 11 277,1 | 10 799,4 | −4,2 %    |
| nombre de chefs d'exploitation1             | 10 814   | 8 964    | -17 %     |
| └─ dont femmes                              | 28 %     | 29 %     | +1 point  |
| âge moyen des chefs d'exploitation1         | 54       | 54       |           |

### Viticulture

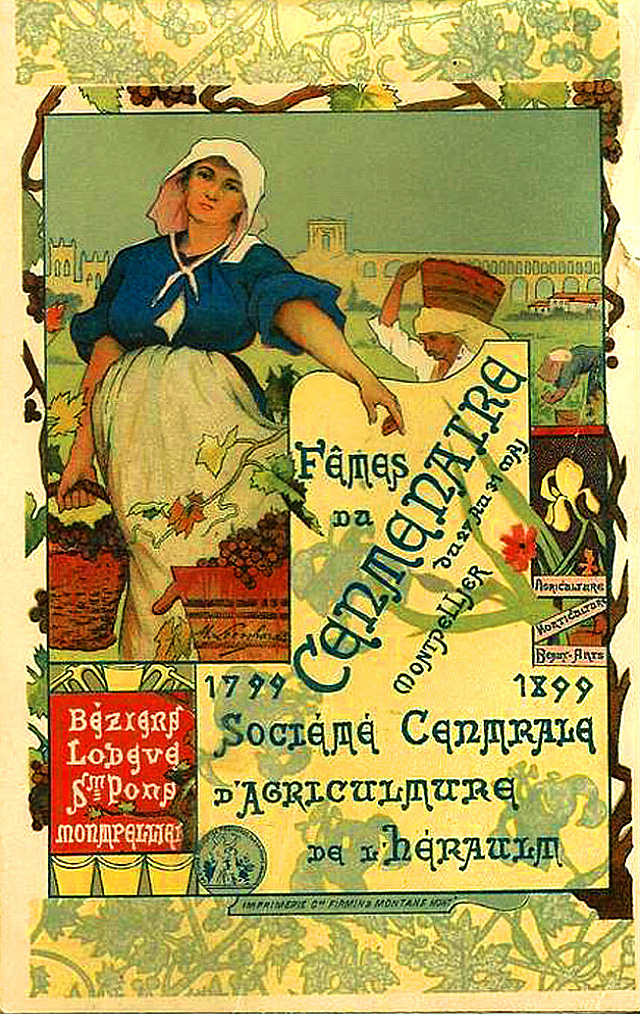
Fête du centenaire de la société d'agriculture de l'Hérault en 1899.

Le vignoble est très ancien et date d'avant la fondation de la Gaule narbonnaise. Après avoir privilégié la productivité au cours du XIXe et au début du XXe siècle, les vignerons héraultais ont réalisé que leur salut viendrait de la qualité. Les rendements ont donc été réduits, l'encépagement modifié et un fort investissement dans du matériel de pointe a été effectué. Désormais, leurs vins rivalisent avec les plus grands crus français,.
L'Hérault est aujourd'hui le deuxième département viticole français devant l'Aude et derrière la Gironde, représentant 14 % de la surface totale du département,.
Le département dispose à la fois d'un climat favorable, d'une excellente exposition, d'une grande diversité de sols et d'une vaste gamme de cépages : tous les atouts sont réunis pour produire des vins généreux, parfois robustes, avec une large palette aromatique.
Les AOC : Saint-Chinian, Faugères, Minervois, Languedoc, Clairette du Languedoc, muscat de Frontignan, muscat de Lunel, muscat de Mireval, muscat de Saint-Jean-du-Minervois et Picpoul de Pinet.
À ces appellations s'ajoutent aussi les vins de Pays d’Oc IGP produits à partir de cépages traditionnellement méditerranéens.

### Oléiculture

#### Les variétés
La culture de l’olivier a une forte valeur identitaire et culturelle. Plusieurs variétés (ou cultivars) sont cultivées dans l’Hérault comme variétés principales :
- la Lucques ;
- la Verdale de l’Hérault ;
- la Picholine ;
- l’Amellau.

Il faut y ajouter de nombreuses variétés secondaires d'origine locale ou importées. Parmi les variétés locales, il convient de citer :
- la Clermontaise ;
- Rougette de Pignan ;
- la Violette de Montpellier.

### Conchyliculture
La conchyliculture représente dans l’Hérault 8 300 tonnes d’huîtres (10 % de la production nationale) et 5 900 tonnes de moules par an. Le bassin de Thau est un haut lieu de l'élevage des moules et des huîtres en Méditerranée. L’élevage des huîtres de Bouzigues se pratique sur tables d’élevage en suspension et généralement en immersion permanente.

### Revenus et fiscalité
Le taux horaire moyen en 2010 est de 12,7 €. Il était de 8,9 € pour les ouvriers non qualifiés, de 10,4 € pour les ouvriers qualifiés, de 9,6 € pour les employés, de 13,8 € pour les professions intermédiaires et de 21,4 € pour les cadres.
En 2010, le niveau de vie moyen d'un ménage du département est à 18 213 €, tandis que les revenus disponibles sont de 26 458 €. La moyenne nationale étant de 19 271 € pour le niveau de vie et de 29 065 € pour les revenus disponibles.
Un écart de niveau de vie se vérifie entre les communes rurales et urbaines. Le niveau de vie moyen dans une commune rurale est de 18 316 € contre 18 195 € pour une commune urbaine, les revenus moyens disponibles sont de 28 060 € pour une commune rurale tandis qu'ils sont de 26 224 € pour une commune urbaine. Cette différence se ressent avec un taux de pauvreté des communes urbaines qui est de 19 % contre 17 % pour une commune rurale.
Le taux moyen d'intensité de pauvreté est à 21.4 %, le niveau de vie médian des personnes sous le seuil de pauvreté est de 9 086 €, soit l'un des plus bas de France. Les catégories de ménages les plus touchés sont les familles monoparentales avec un taux de pauvreté de 37.6 %, ce qui est supérieur à la moyenne nationale qui est de 31.5 % mais reste inférieur à la moyenne du Languedoc-Roussillon avec 39.9 %.
Les catégories des moins de 30 ans sont plus touchés par la pauvreté avec un taux de 28.9 %, supérieur à la moyenne nationale qui est de 20.5 % mais légèrement inférieur à la moyenne du Languedoc-Roussillon avec 29.1 %.

### Emplois
La part de la population active ayant un emploi est de 57 %. Le taux d'emploi chez les femmes est de 53.5 % tandis qu'il est de 61.1 % chez les hommes.
La part du secteur des transports, commerces et services représentent 46.5 % des emplois, le secteur de l'administration publique, enseignement et santé représentent près de 35 % des emplois, l'industrie et la construction 15.5 %, l'agriculture (dont la pêche, sylviculture, vigne et arboriculture) un peu moins de 3 %.

### Chômage
Les données de statistiques de l'INSEE fournissent pour l'année 2015, un taux de chômage de 17.6 % dans la tranche d'âge des 15 à 64 ans. Au deuxième trimestre 2018, les données semi-définitives fournis par l'INSEE indique une valeur de 12.6 %.

### Entreprises et commerces
Chambre de commerce et d'industrie de Béziers Saint-Pons, chambre de commerce et d'industrie de Montpellier et Chambre de commerce et d'industrie de Sète - Frontignan - Mèze.

#### Grandes entreprises
Au 21 août 2019, le département compte 197 entreprises publiant un chiffre d'affaires annuel de plus de 20 millions d'euros.

#### Transports
Les principales infrastructures de transport du département sont :
- Autoroute A9, autoroute A75, autoroute A709, autoroute A750
- Ligne de Tarascon à Sète-Ville, ligne de Bordeaux-Saint-Jean à Sète-Ville, contournement ferroviaire de Nîmes et de Montpellier, ligne de Béziers à Neussargues
- Aéroport de Montpellier-Méditerranée, aéroport de Béziers-Cap d'Agde
- Port de commerce de Sète

### Tourisme

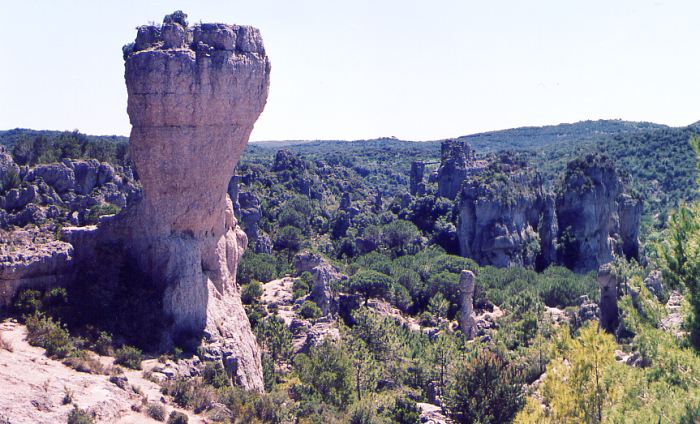
Cirque de Mourèze « le Sphynx »

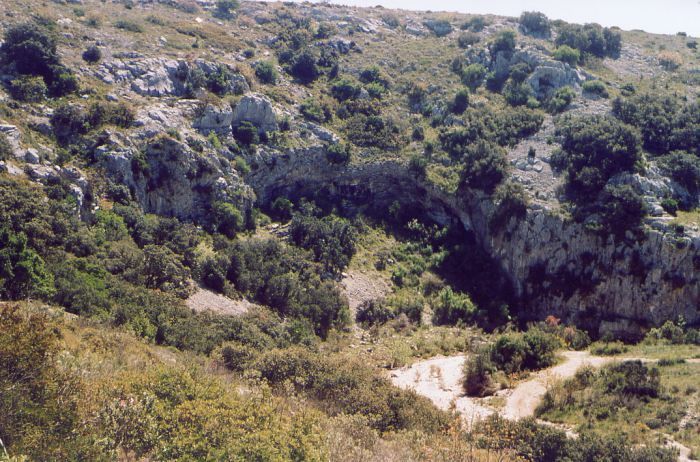
Garrigue, dans l'Hérault.

#### Les sites touristiques
- 87 km de plages ;
- 3 sites classés au patrimoine mondial de l’Humanité par l’UNESCO (l’abbaye de Gellone à Saint-Guilhem-le-Désert au titre des chemins de Saint-Jacques de Compostelle, le canal du Midi, les Causses et les Cévennes, pour partie dans le département) ;
- 2 Grands sites de France (Saint-Guilhem-le-Désert et Gorges de l'Hérault et le cirque de Navacelles) ;
- 1 en opération Grand site (vallée du Salagou) ;
- 1 parc naturel régional (Haut-Languedoc) ;
- 2 Villes et pays d'art et d'histoire (Pézenas et Lodève). Pézenas recèle plus de trente hôtels particuliers et bâtiments anciens classés monuments historiques dans un des plus anciens secteurs sauvegardés de France (juin 1965) ;
- 3 villages inscrits aux Plus Beaux Villages de France (Saint-Guilhem-le-Désert, Olargues, Minerve) ;
- 2 stations littorales classées Patrimoine du XXe siècle (La Grande-Motte et Cap d’Agde) ;
- 3 stations thermales (Balaruc-les-Bains, Avène, Lamalou-les-Bains) ;
- 19 ports de plaisance ;
- 541 sites classés ou inscrits aux monuments historiques[33].

#### Les chiffres du tourisme
Le département de l’Hérault est le premier département touristique de la région Languedoc-Roussillon et se classe au 4e rang des départements français en nombre de nuitées touristiques, avec 40 millions de nuitées annuelles.
On estime le chiffre d’affaires du tourisme à 1,7 milliard d’euros et à 52 000 le nombre d’emplois touristiques, dont 26 000 emplois salariés directs, soit 6.8 % des emplois salariés du département.
L'activité touristique connaît logiquement des fluctuations saisonnières : 59 % de la fréquentation annuelle se fait pendant l’été, 21 % au printemps, 12 % en automne et 8 % en hiver.
80 % de la clientèle touristique provient de France tandis que 20 % est étrangère (majoritairement d’Europe du Nord, d’Espagne et d’Italie).
Pour accueillir les nombreux touristes qui choisissent l’Hérault comme destination de vacances, le département offre 182 000 lits en hébergements marchands classés et/ou labellisés et compte 130 000 résidences secondaires, dont 10 % appartiennent à des résidents étrangers.
Les sites, musées et monuments touristiques accueillent chaque année plus de 4 millions de visiteurs.

### Les résidences secondaires
Selon le recensement général de la population du 1er janvier 2008, 20.4 % des logements disponibles dans le département étaient des résidences secondaires. Ce tableau indique les principales communes de l'Hérault dont les résidences secondaires et occasionnelles dépassent 10 % des logements totaux en 2008.
| Commune                | Population SDC | Nombre de logements | Résidences secondaires | % résidences secondaires |
| ---------------------- | -------------- | ------------------- | ---------------------- | ------------------------ |
| La Grande-Motte        | 8 352          | 21 183              | 16 280                 | 76,85 %                  |
| Vias                   | 5 422          | 9 653               | 7 123                  | 73,78 %                  |
| Valras-Plage           | 4 485          | 7 426               | 6 435                  | 72,85 %                  |
| Agde (Cap d'Agde)      | 22 487         | 43 640              | 30 349                 | 69,54 %                  |
| Avène                  | 293            | 475                 | 314                    | 66,06 %                  |
| La Salvetat-sur-Agout  | 1 219          | 1 594               | 1 013                  | 63,55 %                  |
| Portiragnes            | 3 098          | 4 036               | 2 537                  | 62,86 %                  |
| Vendres                | 2 110          | 2 274               | 1 378                  | 60,60 %                  |
| Ceilhes-et-Rocozels    | 307            | 420                 | 251                    | 59,70 %                  |
| Marseillan             | 7 738          | 9 448               | 5 526                  | 58,49 %                  |
| Fraisse-sur-Agout      | 352            | 420                 | 244                    | 58,01 %                  |
| Sérignan               | 6 584          | 7 405               | 4 070                  | 56,67 %                  |
| Palavas-les-Flots      | 6 034          | 7 811               | 4 389                  | 56,19 %                  |
| Balaruc-les-Bains      | 6 376          | 6 635               | 3 584                  | 54,03 %                  |
| Lamalou-les-Bains      | 2 280          | 1 832               | 875                    | 47,74 %                  |
| Saint-Gervais-sur-Mare | 824            | 677                 | 286                    | 42,22 %                  |
| Vic-la-Gardiole        | 2 820          | 2 335               | 937                    | 40,12 %                  |
| Mons                   | 567            | 551                 | 214                    | 38,76 %                  |
| Riols                  | 705            | 593                 | 202                    | 34,07 %                  |
| Mauguio (Carnon Plage) | 15 833         | 11 114              | 3 510                  | 31,59 %                  |
| La Tour-sur-Orb        | 1 172          | 760                 | 200                    | 26,29 %                  |
| Frontignan             | 23 169         | 12 702              | 2 818                  | 22,18 %                  |
| Loupian                | 2 085          | 1 152               | 237                    | 20,58 %                  |
| Sète                   | 42 786         | 29 466              | 5 819                  | 19,75 %                  |
| Pomérols               | 2 089          | 1 204               | 231                    | 19,22 %                  |
| Magalas                | 2 692          | 1 333               | 203                    | 15,21 %                  |
| Bessan                 | 4 435          | 2 399               | 352                    | 14,69 %                  |
| Mèze                   | 10 507         | 5 617               | 733                    | 13,05 %                  |
| Villeneuve-lès-Béziers | 3 806          | 1 998               | 230                    | 11,53 %                  |
| Clapiers               | 5 073          | 2 189               | 245                    | 11,19 %                  |

## Démographie
Sa population a fortement augmenté, passant de 471 429 en 1954 à 896 441 en 1999, et elle a dépassé les 1 000 000 en mars 2006. La projection moyenne du nombre d'habitants en 2030 est de 1 350 000.

En 2022, le département comptait 1 217 331 habitants, en évolution de +7,49 % par rapport à 2016 (France hors Mayotte : +2,11 %).
| 1791 | 1801    | 1806    | 1821    | 1826    | 1831    | 1836    | 1841    | 1846    |
| ---- | ------- | ------- | ------- | ------- | ------- | ------- | ------- | ------- |
| -    | 275 449 | 299 882 | 324 126 | 339 445 | 346 207 | 357 846 | 367 343 | 386 020 |

| 1851    | 1856    | 1861    | 1866    | 1872    | 1876    | 1881    | 1886    | 1891    |
| ------- | ------- | ------- | ------- | ------- | ------- | ------- | ------- | ------- |
| 389 286 | 400 424 | 409 391 | 427 245 | 429 878 | 445 053 | 441 527 | 439 044 | 461 012 |

| 1896    | 1901    | 1906    | 1911    | 1921    | 1926    | 1931    | 1936    | 1946    |
| ------- | ------- | ------- | ------- | ------- | ------- | ------- | ------- | ------- |
| 469 684 | 489 421 | 482 779 | 480 484 | 488 215 | 500 575 | 514 819 | 502 043 | 461 100 |

| 1954    | 1962    | 1968    | 1975    | 1982    | 1990    | 1999    | 2006      | 2011      |
| ------- | ------- | ------- | ------- | ------- | ------- | ------- | --------- | --------- |
| 471 429 | 516 658 | 591 397 | 648 202 | 706 499 | 794 603 | 896 441 | 1 001 041 | 1 062 036 |

| 2016      | 2021      | 2022      | - | - | - | - | - | - |
| --------- | --------- | --------- | - | - | - | - | - | - |
| 1 132 481 | 1 201 883 | 1 217 331 | - | - | - | - | - | - |

### Communes les plus peuplées
| Nom                      | Code Insee | Intercommunalité                   | Superficie (km2) | Population (dernière pop. légale) | Densité (hab./km2) | Modifier                                    |
| ------------------------ | ---------- | ---------------------------------- | ---------------- | --------------------------------- | ------------------ | ------------------------------------------- |
| Montpellier              | 34172      | Montpellier Méditerranée Métropole | 56,88            | 307 101 (2022)                    | 5 399              | modifier les données · modifier les données |
| Béziers                  | 34032      | CA Béziers Méditerranée            | 95,48            | 80 815 (2022)                     | 846                | modifier les données · modifier les données |
| Sète                     | 34301      | CA Sète Agglopôle Méditerranée     | 24,21            | 45 090 (2022)                     | 1 862              | modifier les données · modifier les données |
| Agde                     | 34003      | CA Hérault Méditerranée            | 50,81            | 29 612 (2022)                     | 583                | modifier les données · modifier les données |
| Lunel                    | 34145      | CA Lunel Agglo                     | 23,90            | 26 380 (2022)                     | 1 104              | modifier les données · modifier les données |
| Castelnau-le-Lez         | 34057      | Montpellier Méditerranée Métropole | 11,18            | 25 404 (2022)                     | 2 272              | modifier les données · modifier les données |
| Frontignan               | 34108      | CA Sète Agglopôle Méditerranée     | 31,72            | 23 788 (2022)                     | 750                | modifier les données · modifier les données |
| Lattes                   | 34129      | Montpellier Méditerranée Métropole | 27,83            | 17 592 (2022)                     | 632                | modifier les données · modifier les données |
| Mauguio                  | 34154      | CA du Pays de l'Or                 | 49,56            | 16 417 (2022)                     | 331                | modifier les données · modifier les données |
| Juvignac                 | 34123      | Montpellier Méditerranée Métropole | 10,83            | 13 776 (2022)                     | 1 272              | modifier les données · modifier les données |
| Saint-Jean-de-Védas      | 34270      | Montpellier Méditerranée Métropole | 12,89            | 13 300 (2022)                     | 1 032              | modifier les données · modifier les données |
| Mèze                     | 34157      | CA Sète Agglopôle Méditerranée     | 34,59            | 12 711 (2022)                     | 367                | modifier les données · modifier les données |
| Saint-Gély-du-Fesc       | 34255      | CC du Grand Pic Saint-Loup         | 16,51            | 10 530 (2022)                     | 638                | modifier les données · modifier les données |
| Villeneuve-lès-Maguelone | 34337      | Montpellier Méditerranée Métropole | 22,70            | 10 406 (2022)                     | 458                | modifier les données · modifier les données |
| Pérols                   | 34198      | Montpellier Méditerranée Métropole | 6,01             | 9 541 (2022)                      | 1 588              | modifier les données · modifier les données |

## Culture et patrimoine

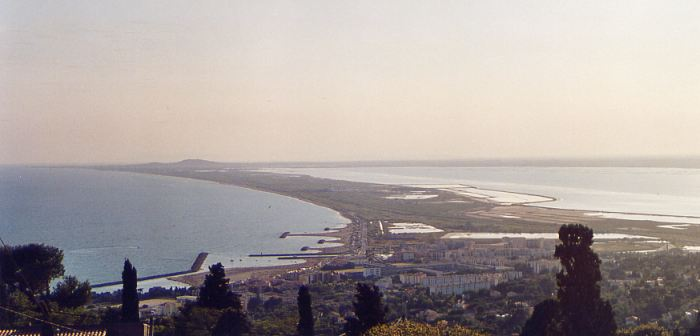
Littoral.

### Héraldique
| Blason | Blasonnement : De gueules à la croix cléchée, vidée et pommetée de douze pièces d'or. |

### Langue
La langue historique est l'occitan (dialecte languedocien).

### Sport

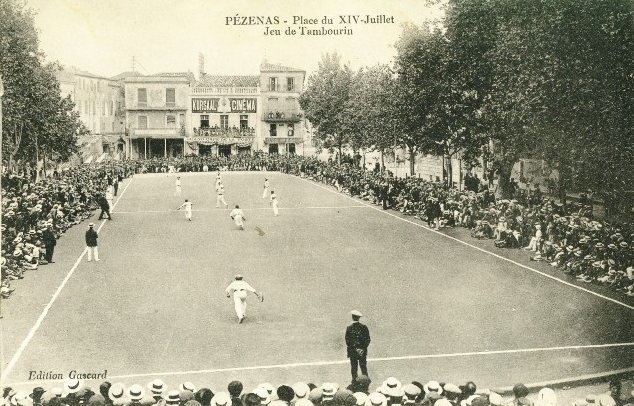
Tambourin à Pézenas.

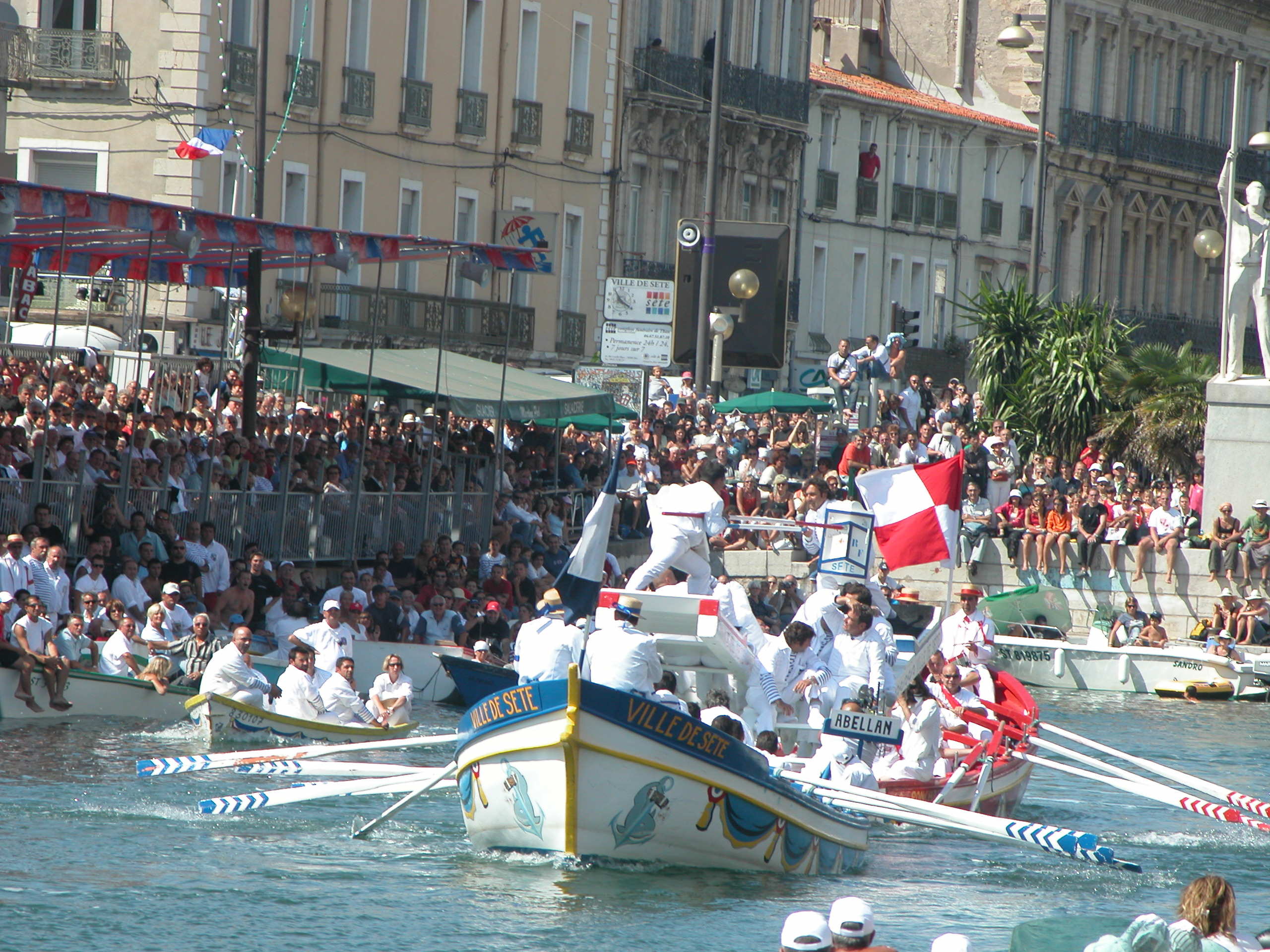
Saint Louis.

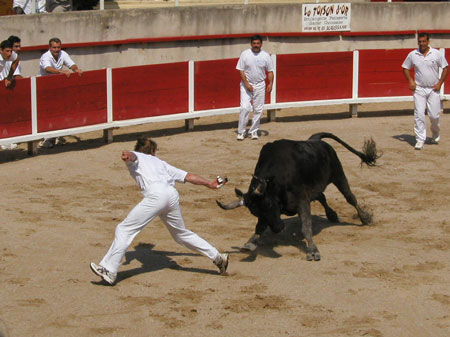
Course camarguaise.

Il se pratique dans l'Hérault plusieurs sports assez spécifiques : le tambourin (85 % de joueurs français), la joute nautique (principalement autour de l'étang de Thau) ainsi que la course libre (ou course camarguaise). Par ailleurs, l'été, lors des fêtes votives des villages, s'est développée la pratique du toro-piscine ou taureau-piscine. 

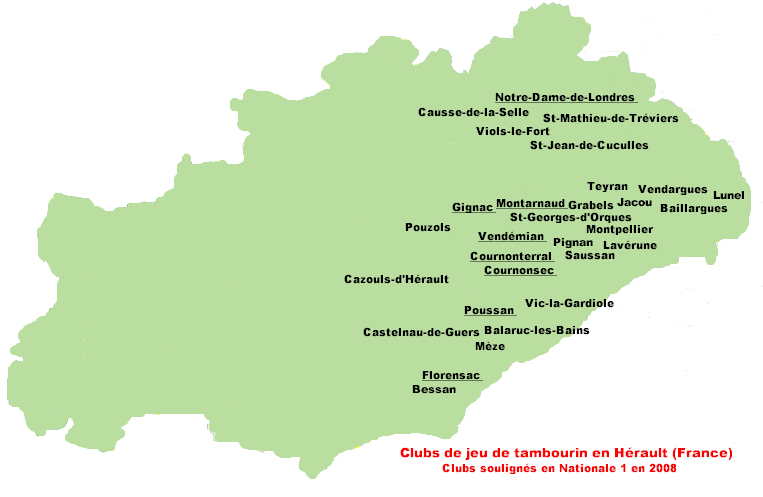
Carte tambourin 34.

### Fêtes
À Pézenas et Cournonterral, les animaux totémiques de l'Hérault sont typiques. Lors de manifestations culturelles ou de fêtes votive locales, beaucoup de villes ou villages font défiler dans les rues un animal totémique représentant leur commune. Souvent le son des instruments traditionnels du hautbois languedocien ou du fifre accompagnent ces défilés. Le Poulain de Pézenas et la fête des pailhasses à Cournonterral font partie de ces animations. Le Poulain de Pézenas a été déclaré parmi le patrimoine culturel immatériel de l'humanité par l'Unesco, celui-ci faisant partie des Géants et dragons processionnels de Belgique et de France.
À Bessan, fête de l'âne (début août).
À Béziers :
- Fête de Saint Aphrodise ;
- Festival des Radios Leaders[39] ;
- Fèsta d'Oc ;
- Feria (vers la mi-août) ;
- Fête de la Plantade ;
- Fête de Caritats.

À Lamalou-les-Bains, festival lyrique.
À Lodève, Résurgence, festival des arts vivants (arts de la rue, contes et musiques), prend la suite en 2015 des Voix de la Méditerranée (1997-2014) (2e quinzaine de juillet),.
À Marseillan, le jeu du capelet.
À Mèze, fête au mois d'août avec sortie du Bœuf et du Chevalet.
À Montpellier :
- Saperlipopette, voilà Enfantillages ![44] ;
- Printemps des Comédiens ;
- Festival du cinéma méditerranéen (Cinémed) ;
- Comédie du Livre ;
- Festival des Fanfares[45] ;
- Festival Radio France Occitanie Montpellier ;
- Festival Montpellier Danse ;
- Festival international des sports extrêmes (FISE).

À Pézenas :
- Les rencontres cinématographiques (février ou mars)[46] ;
- Le Printival Boby Lapointe : festival de chanson française, en hommage à Boby Lapointe natif de Pézenas (avril) ;
- La Mirondela dels Arts (juillet, août) dans le centre historique[47] ;
- Pézenas enchantée : festival d'art lyrique (octobre)[48].

À Saint-Jean-de-Védas, Festin de Pierres (fin septembre).
À Sérignan, festival de bande dessinée ou festival BD.
À Sète :
- Festival de photos documentaires « imagesingulieres »[51] ;
- Festival de jazz Jazz à Sète ;
- Festival de chansons françaises « Quand je Pense à Fernande »[52] ;
- Festival de musiques actuelles « Worldwide »[53] ;
- Festival de poésies « Voix Vives de Méditerranée en Méditerranée »[54] ;
- Festival « Fiest'à Sète »[55] ;
- Fête de la Saint-Louis[56].

### Personnalités
- La littérature : Paul Valéry (Sète), Jeanne Galzy (Montpellier), Max Rouquette (Argelliers), etc.
- Le spectacle vivant : Georges Brassens (Sète), Boby Lapointe (Pézenas), Émilie Simon (Montpellier), Juliette Gréco (Montpellier), séjour de Molière à Pézenas, Jean Vilar (Sète), Caroline Cellier (Montpellier), Paul Crauchet (Béziers), Étienne Arnaud (Villeneuve-lès-Bézier), Rémi Gaillard (Montpellier),
- Les arts plastiques : Robert Combas a étudié aux Beaux-Arts de Montpellier, Nath-Sakura photographe franco-espagnole a étudié à Montpellier, Agnès Varda a passé son enfance à Sète, Richard Di Rosa (Sète), Frédéric Bazille (Montpellier), Antoine Ranc (Montpellier), Jean Ranc (Montpellier), Fabcaro (Montpellier), Reno Lemaire (Montpellier), Alexandre Cabanel (Montpellier).
- La politique: Jean Moulin (Béziers), Edgar Faure (Béziers), Yves Piétrasanta (Mèze), Georges Frêche, Philippe Saurel.
- Les sciences : Pierre Magnol (Montpellier)

## Politique et administration

### Politique locale

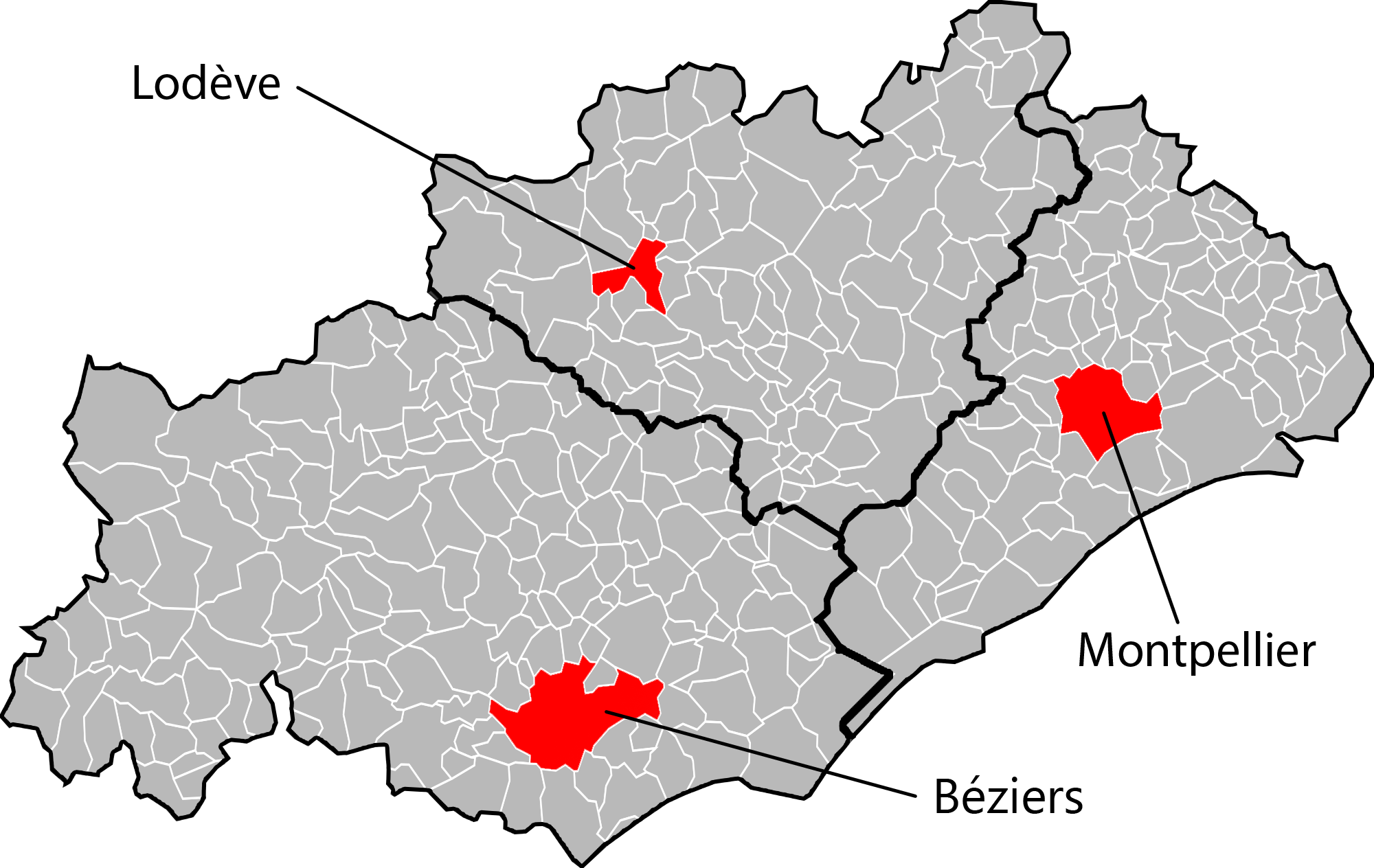
Les 3 arrondissements de l'Hérault.

Conformément aux distinctions classiques entre la notion de décentralisation et de déconcentration en droit français, le département de l'Hérault est à la fois une circonscription déconcentrée de l’État, mais aussi une collectivité territoriale. Les deux entités étant bien distinctes.
La préfecture de l'Hérault est Montpellier ; ses sous-préfectures sont Béziers et Lodève.
De 1945 à 1979, le conseil général (rebaptisé « conseil départemental » depuis) a été présidé par Jean Bène (PS). Par la suite, la majorité de gauche du conseil général a longtemps été dirigée par Gérard Saumade (1979-1998), puis André Vezinhet (1998-2015) et Kléber Mesquida (depuis 2015) lui ont succédé.
- Conseil départemental de l'Hérault ;
- Liste des députés de l'Hérault ;
- Liste des sénateurs de l'Hérault ;
- Liste des préfets de l'Hérault ;
- Cantons de l'Hérault ;
- Communes de l'Hérault ;
- Anciennes communes de l'Hérault.

### Droits des femmes et de l'égalité
La politique publique s'organise à trois niveaux :
- national : le service des droits des femmes et de l’égalité entre les femmes et les hommes de la direction générale de la cohésion sociale (DGCS).
- régional : la direction régionale aux droits des femmes et à l’égalité entre les femmes et les hommes (DRDFE Occitanie)[Note 2]
- départemental : les missions départementales aux droits des femmes et à l’égalité entre les femmes et les hommes (DDETS Hérault). Elles sont menées sous la direction de Stéphanie Canovas (mai 2022).

### Enseignement
Les deux lycées d'État dont l'enseignement remonte au Moyen Âge sont : le lycée Joffre à Montpellier et le lycée Henri-IV à Béziers.
L'Hérault comporte deux universités : l'Université de Montpellier et l'Université Paul-Valéry-Montpellier-III. La première est issue dans sa forme actuelle d'une fusion entre l'Université Montpellier-I (économie,droit,santé,sport) et l'Université Montpellier-II (sciences) dont dépendent notamment les IUT de Montpellier-Sète et de Béziers. L'Université Paul-Valéry est elle spécialisée en lettres,langues et sciences humaines.
Montpellier compte par ailleurs trois écoles d'ingénieur : Polytech'Montpellier, l'École nationale supérieure de chimie de Montpellier (ENSCM) et l'Institut Agro Montpellier, ainsi qu'une école de commerce, la Montpellier Business School.

### Santé
- Centre hospitalier universitaire de Montpellier
- Centre hospitalier de Béziers
- Centre hospitalier de Lodève
- Centre hospitalier du Bassin de Thau à Sète

### Sécurité et justice
- Cour d'appel de Montpellier
- Tribunal administratif de Montpellier
- Tribunal judiciaire de Béziers
- Maison de justice et du droit de Lodève
- Maison d'Arrêt de Villeneuve-lès-Maguelone
- Centre pénitentiaire de Béziers